# Cordăreni
Cordăreni est une commune du județ de Botoșani en Roumanie.